# Štefan Bartalos
Štefan Bartalos, též Štefan Bartaloš (9. října 1926 – ???), byl slovenský a československý bezpartijní politik maďarské národnosti, poslanec Sněmovny lidu Federálního shromáždění za normalizace.

## Biografie
K roku 1971 se profesně uvádí jako svářeč. Ve volbách roku 1971 zasedl do Sněmovny lidu (za Západoslovenský kraj). Mandát obhájil ve volbách roku 1976 (obvod Komárno) a ve FS setrval do konce funkčního období, tedy do voleb roku 1981.